# Поджио, Александр Викторович
Алекса́ндр Ви́кторович По́джио (15 [26] апреля 1798, Николаев — 6 [18] июня 1873, Вороньки, Черниговская губерния) — декабрист, младший брат Иосифа Поджио.

## Биография
Родился 15 (26) апреля 1798 года в семье итальянца-католика Витторио Амадео Поджио, российского подданного, жившего в Николаеве.
До 13 летнего возраста учился в Одесском училище, откуда отец взял его, чтобы определить иезуитский пансион, где ранее воспитывался старший брат Иосиф. Смерть родителя не дала совершиться этим планам; несколько лет он жил с матерью, не имея никаких учителей. В 1814 году поступил на службу в лейб-гвардии Преображенский полк. В 1820 году, заинтересовавшись политической экономией и юриспруденцией, посещал публичные лекции естественного права профессора А. П. Куницына.
В 1823 году в чине майора был переведён, по собственному желанию, в Днепровский пехотный полк, откуда через два года, в марте 1825 года в чине подполковника вышел в отставку, поселившись в семейном имении Яновка, где в то время жила его мать.
Его сближение с членами тайных организаций началось ещё в 1820 году, затем он выполнял конспиративные поручения, выполняя роль посредника между Северным и Южным обществом. В 1823 году стал членом Южного общества, а затем и Северного общества. Ближайший сподвижник П. И. Пестеля, высказывался за установление республики, за убийство царской семьи и за ускорение борьбы с самодержавием. В декабрьском восстании 1825 года не участвовал. Узнав об аресте 13 декабря 1825 года П. Пестеля и А. Юшневского, предложил план освобождения арестованных и восстание в Тульчине 19-й пехотной дивизии (командиром 1-й бригады которой был С. Г. Волконский) и Черниговского полка
Был арестован в Яновке 3 января 1826 года; осуждён по 1-му разряду и приговорён к смертной казни, которая 10 июля 1826 года была заменена на пожизненную каторгу; срок был сокращён 22 августа 1826 года до 20 лет. Был отправлен в Сибирь 8 октября 1827 года; в Читинский острог доставлен 4 января 1828 года, с сентября 1830 года находился в Петровском заводе. Срок каторги был сокращён до 15 лет — 8 ноября 1832 года и до 13 лет — 14 декабря 1835 года.
По отбытии срока по указу 10 июля 1839 года был обращён на поселение в селе Усть-Куда Иркутской губернии; в 1841 и 1849 годах лечился на Туркинских минеральных водах.
В Иркутске Поджио учил истории, французскому и русскому языку детей купца Белоголового. Впоследствии один из них Николай Андреевич Белоголовый, известный врач, друг и биограф С. П. Боткина, написал воспоминания о своём учителе.
В 1851 году женился на Ларисе Андреевне Смирновой (1823 — 23.11.1888), классной даме Иркутского института. Она умерла во Флоренции от бронхита, похоронена там же на протестантском кладбище. В 1854 году у них родилась дочь Варвара (22.10.1854 — не ранее 1921), в замужестве Высоцкая.
По амнистии 26 августа 1856 года был восстановлен в правах, но получив освобождение, до мая 1859 года оставался в Сибири и с разрешения властей занимался (неудачно) поисками золота.
После возвращения из Сибири в 1859 году жил у племянника Александра Иосифовича Поджио в селе Знаменское Торопецкого уезда Псковской губернии. Попытался получить от племянников Александра и Льва часть наследства за проданное семейное имение.
В начале 1860 года поступил на службу управляющим подмосковным имением Никольское своего иркутского знакомого К. Я. Дарагана, с 21 сентября 1861 года управлял имением сына Е. С. Волконской от Д. В. Молчанова Шуколово Дмитровского уезда Московской губернии.
Неожиданно получил помощь от Н. А. Белоголового, который в июне 1861 года встретился в Париже с А. И. Герценом и рассказал о тяжелом материальном положении своего бывшего учителя. Вскоре в газете «Колокол» появилась статья «А. В. Поджио и его племянники», где сообщалось об отказе сыновей Иосифа Поджио уплатить наследственные средства своему дяде. Через некоторое время А. В. Поджио получил от своего старшего племянника 15 тысяч рублей, благодаря которым он смог осуществить давнюю мечту — поехать за границу в Швейцарию, где в Женеве он встретился с Герценом. Некоторое время он жил в Италии, куда сопровождал Е. С. Волконскую; побывал на родине предков — во Флоренции. В этот период он написал «Записки декабриста», впоследствии изданные в Москве в 1930 году.
Умер 6 (18) июня 1873 года в имении декабриста С. Г. Волконского Вороньки, в Стародубском уезде Черниговской губернии (ныне Бобровицкий район Черниговской области), где и был похоронен — в церковной ограде, рядом с Марией Николаевной и Сергеем Григорьевичем Волконскими. Церковь была снесена в 1930-е годах и могилы утрачены. Впоследствии, К 150-летию со дня восстания декабристов, в селе Воронки был возведён мемориальный комплекс и открыт сельский музей декабристов.